# Richard von Berendt (General, 1865)

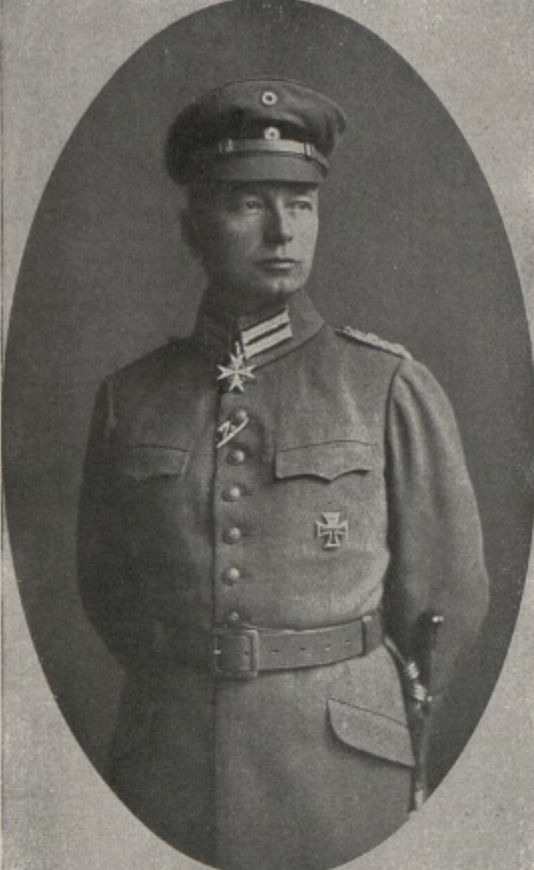
Richard von Berendt, 1917

Richard Gustav Adolf Berendt, seit 1896 von Berendt (* 14. Januar 1865 in Neisse, Provinz Schlesien; † 25. August 1953 in Joachimsthal) war ein deutscher General der Artillerie der Reichswehr und Ritter des Ordens Pour le Mérite mit Eichenlaub.

## Leben

### Herkunft
Er war der Sohn des späteren preußischen Generalmajors Richard von Berendt (1833–1900) und dessen Ehefrau Marie Helene Luise, geborene Zerboni (* 2. Januar 1841). Sein Vater war am 18. Januar 1896 durch Kaiser Wilhelm II. in den erblichen preußischen Adelsstand erhoben worden.

### Militärlaufbahn
Berendt trat am 15. April 1884 aus dem Kadettenkorps kommend als Sekondeleutnant in das Garde-Fußartillerie-Regiment der Preußischen Armee ein. Am 1. Oktober 1886 kommandierte man ihn an die Vereinigte Artillerie- und Ingenieurschule und setzte ihn nach seiner Rückkehr ab 1888 als Bataillonsadjutant ein. In dieser Stellung beförderte man Berendt dann am 25. März 1893 zum Premierleutnant. Als solcher folgte am 1. Oktober 1893 die Versetzung in das Badische Fußartillerie-Regiment Nr. 14  und die gleichzeitige Kommandierung zur Artillerieprüfungskommission. Mit der Beförderung zum Hauptmann wurde Berendt unter Belassung in seinem Kommando à la suite des Niederschlesischen Fußartillerie-Regiments Nr. 5 gestellt. Vom 27. Januar 1897 bis 15. Juni 1900 fungierte er anschließend als Kompaniechef im Fußartillerie-Regiment „General-Feldzeugmeister“ (Brandenburgisches) Nr. 3 und kam dann als Adjutant zur 1. Fußartillerie-Inspektion. Ab 18. April 1903 war Berendt im Preußischen Kriegsministerium, wo am 14. Juni 1904 die Beförderung zum Major erfolgte. Nach seiner Tätigkeit dort übernahm er am 15. Februar 1906 als Kommandeur das II. Bataillon des Schleswig-Holsteinischen Fußartillerie-Regiments Nr. 9. Ab 22. Mai 1909 war Berendt 1. Artillerie-Offizier vom Platz in Metz, wurde am 20. März 1911 mit der Führung des Westfälischen Fußartillerie-Regiments Nr. 7 beauftragt und nach seiner Beförderung zum Oberstleutnant am 21. April 1911 zum Kommandeur ernannt. Dieses Kommando gab Berendt am 30. September 1912 wieder ab und wurde dann zum Kommandeur des Garde-Fußartillerie-Regiments ernannt. In dieser Funktion beförderte man ihn am 1. Oktober 1913 zum Oberst.
Im Ersten Weltkrieg war Berendt Stabsoffizier, General der Artillerie in verschiedenen Heeresgruppen und Armeeoberkommandos an der Westfront. Am 14. Januar 1917 erhielt er den Orden Pour le mérite verliehen und wurde am 27. Januar zum Generalmajor befördert. Gleichzeitig wurde er zum Artillerieführer der Heeresgruppe Deutscher Kronprinz bestellt. In dieser Eigenschaft erhielt Berendt am 24. November 1917 das Eichenlaub zum Pour le Mérite. Zwischen 7. August bis 10. Dezember 1918 kommandierte er im Abschnitt der 18. Armee die 29. Division.
1919 wurde er in die Reichswehr übernommen und war dort zunächst als Artillerie-Inspekteur tätig. Im März 1920 übernahm er die Funktion des Befehlshabers des Wehrkreises 2 Stettin. Am 16. Juni 1920 wurde er zum Generalleutnant befördert und übernahm kurzfristig die Führung der 3. Division der Reichswehr. Seit dem 3. August 1921 Chef des Gruppenkommandos 2 in Kassel, wurde Berendt im September selben Jahres zum General der Artillerie befördert. Zu Jahresbeginn 1923 übernahm er das Gruppenkommando 1 in Berlin. Am 31. Dezember 1924 schied Richard von Berendt aus der Reichswehr aus.
Am 20. April 1937 ernannte man Berendt zum Chef des Artillerie-Regiments 59, dessen I. Abteilung die Tradition des Garde-Fußartillerie-Regiments übernommen hatte.

### Familie
Berendt heiratete am 25. September 1890 in Weizenrodau Elise Eleonore Alwine Kopisch (* 21. Januar 1869).

## Auszeichnungen
- Eisernes Kreuz (1914) II. und I. Klasse[1]
- Roter Adlerorden IV. Klasse[1]
- Kronen-Orden II. Klasse mit Schwertern[1]
- Ritterkreuz des Königlichen Hausordens von Hohenzollern mit Schwertern[1]
- Preußisches Dienstauszeichnungskreuz[1]
- Großkomtur des Bayerischen Militärverdienstorden mit Schwertern[1]
- Komtur des Ordens der Württembergischen Krone mit Schwertern[1]
- Hessische Tapferkeitsmedaille[1]
- Orden der Eisernen Krone II. Klasse mit der Kriegsdekoration[1]
- Österreichisches Militärverdienstkreuz II. Klasse mit der Kriegsdekoration[1]
- Silberne Imtiaz-Medaille mit Schwertern[1]
- Goldene Liakat-Medaille mit Schwertern[1]
- Eiserner Halbmond[1]
- Großoffizierskreuz des Bulgarischen St. Alexander-Ordens mit Schwertern[1]